# 少年鎗黨
《少年鎗黨》，又名《野獸童黨2少年鎗黨》，2001年上映于香港的動作片，由劉孝偉執導。

## 剧情
江驛文（杜大偉）、葉念琛（吳奕龍）、葉錦雄（吳華新）自小在屋村長大，三人酷愛玩槍，但被那些街坊視為游手好閒的一羣。
駐守區內的李家乘總督察（李修賢）以"少年鎗黨" 的稱號稱三人，並勸江驛文儘快尋工作，然而市道低迷，文的在母親蓉姨（羅蘭）介紹下任配匙學徒，但是卻沒能長做下去，文的父親更欠下貴利王火哥（吳志雄）一筆款項。不久，三人重遇舊同學陶宇明（陳智洋），在這個社會裏，四人決定行劫途人，但三人良知未泯而失敗，於是，陶決定帶四人爆竊其父的珠寶工場，唯遭別人捷足先登，並把看更殺死。不久后，李家乘查到殺死看更的居然是陶父，陶父也認罪了。文、琛、雄、陶回到家時文的妹妹被火哥追債並非禮，這令文憤怒不已，文、琛、雄、陶決定要找火哥報仇... 

## 演员
| 演员   | 角色   | 备注                                                               |
| 李修賢 | 李家乘 | 駐守區內的總督察，勸告江驛文儘快尋工作。                           |
| 杜大偉 | 江驛文 | 被李家乘稱為"少年鎗黨"，蓉姨的兒子，葉念琛、葉錦雄、陶宇明的好友。 |
| 吳奕龍 | 葉念琛 | 被李家乘稱為"少年鎗黨"，江驛文、葉錦雄、陶宇明的好友。             |
| 吳華新 | 葉錦雄 | 被李家乘稱為"少年鎗黨"，江驛文、葉念琛、陶宇明的好友。             |
| 陳智洋 | 陶宇明 | 江驛文、葉念琛、陶宇明的舊同學兼好友。                             |
| 駱樂   | Sue    | 江驛文的妹妹，被火哥非禮。                                         |
| 羅蘭   | 蓉姨   | 江驛文的母親。                                                     |
| 吳志雄 | 火哥   | 貴利王，非禮江驛文的妹妹                                           |
| 駱應鈞 | 陶父   | 陶宇明的父親，殺死自己珠寶工場看更的兇手                           |

## 發行
2001年5月10日至16日於GV旺角、元朗戲院、粉嶺戲院、屯門戲院，上映7天，票房僅為港幣2,730元。

## 外部連結
- 豆瓣电影上《少年鎗黨》的資料 （简体中文）
- 香港影庫上《少年鎗黨》的資料（繁體中文）